# 贝尔纳·德特勒莫
贝尔纳·德特勒莫（法語：Bernard Destremau，1917年2月11日—2002年6月6日），生于巴黎，法国男子网球运动员，1934年成为职业球手。他曾获得1938年法国网球公开赛男子双打冠军。他于1963年退役。